# جواد اشجعی
جواد اشجعی  (۱۳۲۸ – ۳۰ اردیبهشت ماه ۱۳۹۹) در قم متولد شد،دوران دبیرستان خود را در دبیرستان ماندگار دین و دانش گذراند. مخترع و مبتکر ایرانی و پیشرو در طرح‌ها و تکنولوژی‌های سامانه موقعیت‌یاب جهانی و سامانه ماهواره ای ناوبری جهانی بود که امروزه در سراسر دنیا از آن استفاده می‌شود. وی بنیانگذار شرکت جواد جی ان اس اس بوده و پس از مدت‌ها مبارزه بر اثر بیماری کرونا 
در سال 99 درگذشت.

## زندگی‌
جواد اشجعی پس از گذراندن دوره لیسانس در رشته فیزیک الکترونیک از دانشگاه تهران، در سال ۱۳۵۱ ایران را ترک کرد و تحصیلات خود را در دانشگاه آیووا ادامه داد و مدرک فوق لیسانس خود را دریافت کرد و دکترا را در سال ۱۳۵۵ اخذ کرد. برای تدریس در دانشگاه و ریاست گروه مهندسی کامپیوتر در دانشگاه صنعتی آریامهر، مرکز کامپیوتر UNIVAC-100 را تأسیس و مدیریت کرد. او در آنجا اولین آزمایشگاه ریزپردازنده ایرانی را ایجاد کرد. در سال ۱۳۵۷ اشجعی یکی از اولین سامانه‌های ثبت نام آنلاین و تعاملی دانشجویی را در جهان ایجاد کرد. پس از انقلاب ۱۳۵۷ و آشفتگی‌های سیاسی، اتفاقاتی افتاد و او مجبور شد در سال ۱۳۶۰ از کشور خارج شود.

او سپس از شرکت تریمبل خارج شد و شرکت اشتک را در سال ۱۳۶۵ راه اندازی نمود. در سال ۱۳۷۷ طی مقاله ای در کنفرانس فنی بین‌المللی بخش ماهواره ای مؤسسه ناوبری، بحث تلفیق دو سیستم ناوبری جهانی جی پی اس آمریکا و گلوناس روسیه را برای اولین بار مطرح و استفاده کرد. او اختراعات زیادی در آمریکا ثبت کرده‌است و مرجع بسیاری از مقالات قرار گرفته‌است. تلفیق داده‌های منظومه‌های ماهواره ای توسط او، اکنون مورد استفاده تمام سازندگان گیرنده‌های ماهواره ای است.

وی به شرکت تریمبل نویگیشن آمریکا پیوست و موفق به ابداع سیستم‌های دقیق جی پی اس بی‌نیاز از ساعت اتمی شد. در سال ۱۳۶۲، او به‌طور فعال در توسعه اولین گیرنده ماهواره ای چهار کاناله تجاری جهان (Trimble 4000-S) شرکت کرد. این گیرنده و نرم‌افزار آن که به‌طور کامل توسط اشجعی نوشته شده‌است و تحولی در توسعه کل صنعت نقشه‌برداری ایجاد کرده‌است.
او سهم خود در شرکت اشتک را فروخت و شرکت جواد جی ان اس اس را در سال ۱۳۸۶ راه اندازی نمود. دفتر مرکزی این شرکت در سن خوزه، کالیفرنیا و همچنین یک دفتر تحقیق و توسعه در مسکو، جایی که جواد به‌طور فزاینده ای بیشتر وقت خود را در آنجا سپری می‌کرد، قرار داشت.

## افتخارات
جواد اشجعی به خاطر ادغام موفقیت آمیز سامانه ناوبری جهانی جی پی اس آمریکا و گلوناس روسیه، مدال افتخار از فدراسیون فضانوردان روسیه، ساعت مخصوص فضانوردان روسیه، و یک قبضه مسلسل AK-47 کلاشنيکف جایزه گرفته است.